# 守財奴
守財奴，又譯錢與罪，是由2009年1月17日至3月14日播放的日本電視台連續劇，由松山研一主演。播放時間為逢星期六日本時間晚上九時。全劇共九集，首集擴大十五分鐘播映。

## 概要
本劇劇本主軸基本上沿襲原作故事，但是場面的設定則使故事沒有重現原作發表的七十年代，反而反映了劇集播映當時2009年現代日本社會的概況，例如當時企業持續減少任用派遣員的現象。
登場人物除了風太郎和健藏等的一部分的角色，電視劇裏面原創的人物很多。還有，主人公風太郎左面眼睛的傷疤，原作設定為先天的障礙，但本劇故事則改為風太郎小學生的時候被父親撞上抽屜的角而重創的設定。
宣傳詞為「只要為了錢、不管什麼都會做的吧」。

## 演員
蒲郡風太郎（23）：松山研一（粵語配音：梁偉德）
故事主人公。在工廠工作的派遣勞動者。最初在「蒲田合板工廠」工作著，不過，因為後來因生產調整而被解僱。兩日後再開始在「三國造船（株）京都海濱工廠」工作。静岡縣伊豆半島出身。學歷自稱為小學生時中途退學。平日是一個展現出溫和寂靜性格的青年。不過這只是他假裝的性格，在眾人背後他才顯露出殘忍無情的「守財奴」的本性。
作為派遣工人工作，過著當天掙到當天花光的生活，進入三國家的契機是被派遣當中在三國造船遇見了童年時期見過一次的社長女兒三國綠。之後風太郎把握機會一邊奉承三國家各人，一邊暗地裡反覆殺人，最後終於奪取三國家的財產。
少年時代的風太郎（11）：齋藤隆成（粵語配音：黃玉娟）
從年幼的時候開始每日已經要為明天的生活而擔憂，到達了即使應付到學費、日常生活與飲食費，但連郊遊的照片費50日元也付不起的程度。一直成長於貧困之中。在貧困悲慘的環境下，渴望追求錢的力量，眼前憎恨著這個用錢堆砌而成、醜陋不堪的世界，養成了「全部為了錢，只要為了錢不管什麼都做」這個想法，為了錢連殺人都不嫌棄的無情的人格。
三國綠（24）：Mimula（幼少期：森迫永依）（粵語配音：劉惠雲）
三國造船社長的長女。外表和內心都美麗的小姐。風太郎和茜結婚後，風太郎成為妹夫。由於知道風太郎非常悲哀的成長過程，對他擁有著既憎惡又可憐這種複雜的感情。
三國茜（21）：木南晴夏（粵語配音：張頌欣）
綠的妹妹，右邊臉頰擁有很大一塊的黑痣。除了黑痣之外，雙腳也不能郁動，以輪椅代步。生活在一個四周被牆圍住的世界，憎恨那些感覺幸福的人。雖然稍稍知道風太郎的本意，但是仍然與其結婚，後來上吊自殺。
三國譲次（56）：山本圭（粵語配音：陳永信）
三國造船（株）第四代社長。承繼三國家每代的財產，都是一名富豪。綠與茜的父親。被風太郎雇用的枝野良夫射殺。
桑田春子（19）：志保（粵語配音：楊善諭）
三國家的家政婦。與風太郎是同郷。偶然知道了風太郎的本性，一邊害怕著一邊作為保姆繼續處理工作。
荻野宏（22）：近藤公園（粵語配音：陳卓智）
與少年時代的風太郎一起，一邊做投遞報紙一邊上大學的工讀生，荻野聰的弟弟。親切接待有著不幸境遇的風太郎，但是後來被盛怒失去理智的風太郎用球棒打死。
荻野聰（36）：宮川大輔（粵語配音：張錦江）
荻野宏的哥哥，警視廳本廳的刑事。為報弟弟被殺的仇一直調查風太郎周圍發生的事件。後來被風太郎收買以換取妻子的安全和治療費。
荻野加奈江：宮本裕子（粵語配音：許盈）
聰的妻子。長期因為心臟病躺在病床上，不過當聰和風太郎進行交易之後，平安地接受了移植手術。
荻野正義（11）：深澤嵐（粵語配音：袁淑珍）
聰與加奈江的兒子。小學五年生。
菅田純（25）：鈴木裕樹（粵語配音：伍博民）
與荻野聰作為組合的刑事。對本來對風太郎查根究柢的聰後來與風太郎來往感到驚訝。
野野村保彦（48）：光石研（粵語配音：梁志達）
食堂「伊豆屋」的店主。與風太郎一關係很親密，後來因外甥真一的事被風太郎用錢的力量屈服。
野野村祥子（36）：涼（粵語配音：黃麗芳）
保彦的妻子。
野野村晴香（34）：田熊靖子（粵語配音：沈小蘭）
保彦的妹妹。
野野村由香（16）：石橋杏奈（粵語配音：林元春）
保彦的姪女。
野野村真一：松山研一（分飾）（粵語配音：梁偉德）
保彦的外甥、由香的哥哥。外貌與風太郎十分酷似，不同的是左眼沒有傷痕。魯莽的性格令家人都非常頭痛。
蒲郡桃子（35）：奥貫薰（粵語配音：朱妙蘭）
風太郎的母親，蒲郡健藏的妻子。代替丈夫健藏支撐家計。因貧困得不到充分的治療而病死。
蒲郡健藏（45）：椎名桔平（粵語配音：潘文柏）
風太郎的父親。口頭禪是「wa—」。最初，在公司努力工作，但是因為公司內部醜聞而被解僱。從那以後，喪失了對工作的熱情，沉溺於飲酒和女人之間過著懶散的生活。最厲害的時候會打罵風太郎。後從成為社長的風太郎勒索現金10億日元失敗，虛構擁有巨富。

## 主要嘉賓演員
寺田修司（49） ： 田口Tomorrow（第1、2、6、最終話）（粵語配音：葉振聲）
在與風太郎一樣的派遣處「蒲田三合板工廠」工作的派遣工人。被風太郎打死。
白川正輝 ： 田中圭（第2、3、6、最終話）（粵語配音：黃啟昌）
與綠青梅竹馬、與三國家同樣富裕的富家青年。懷疑風太郎的真正身份，不過反過來被殺害。
田邊 ： 正名僕藏（第3、最終話）（粵語配音：招世亮）
貧窮的工人。被風太郎用錢招攬，以幫助實行他的策略。
枝野良夫 ： 柄本時生（第4、5、6、最終話）（粵語配音：陳卓智）
於三國造船派遣勞動工作的青年。父母由於欠債原因自殺了。因為癌症關係餘下很短的壽命。因感到境遇相似的風太郎份外親切，因而願意配合他的計劃辦事。
寛子 ： 奥貫薰（第6話）（分飾）（粵語配音：朱妙蘭）
與風太郎母親桃子很相似而露宿的女性。從風太郎那兒接收了一筆錢，不過因為被捲進了露宿者朋友的糾紛被殺。
無家可歸的老人：品川徹（第7話）（粵語配音：朱子聰）
有一段時間與小時候的風太郎一起行動的男子。

## 製作人員
- 原作：佐治秋山『守財奴』（幻冬舍文庫）
- 劇本：岡田惠和
- 音樂：金子隆博
- 導演：大谷太郎、狩山俊輔
- 音樂設計：石井和之
- 武術指導：佐佐木修平
- 劇本協助：、
- 製作人：河野英裕、難波利昭（AXON）
- 製作協力：AXON
- 製作著作：日本電視台

## 主題曲
- 嘉利吉58（LD&K Records）

## 播放日期、標題、收視率
| 集數                                                             | 播放日期      | 副標題 | 收視率 |
| ---------------------------------------------------------------- | ------------- | ------ | ------ |
| 第1話                                                            | 2009年1月17日 |        | 12.0%  |
| 第2話                                                            | 2009年1月24日 |        | 11.3%  |
| 第3話                                                            | 2009年1月31日 |        | 9.0%   |
| 第4話                                                            | 2009年2月7日  |        | 10.7%  |
| 第5話                                                            | 2009年2月14日 |        | 10.1%  |
| 第6話                                                            | 2009年2月21日 |        | 10.2%  |
| 第7話                                                            | 2009年2月28日 |        | 8.7%   |
| 第8話                                                            | 2009年3月7日  |        | 6.4%   |
| 最終話                                                           | 2009年3月14日 |        | 10.5%  |
| 平均收視率9.9%（收視率為日本關東地區，由Video Research所調查。） |               |        |        |

## 外部連結
- 日本電視台官方網站 （页面存档备份，存于）
- TVB官方網站（页面存档备份，存于）

## 節目的變遷
| 日本日本電視台 日本電視台週六連續劇        | 日本日本電視台 日本電視台週六連續劇     | 日本日本電視台 日本電視台週六連續劇 |
| ------------------------------------------ | --------------------------------------- | ----------------------------------- |
|                                            | 守財奴 （2009.1.17 - 2009.3.14）        |                                     |
| 改造老師大作戰 （2008.10.11 - 2008.12.13） | THE QUIZ SHOW （2009.4.18 - 2009.6.20） |                                     |

| 緯來日本台 週一至週五 每晚9點     | 緯來日本台 週一至週五 每晚9點      | 緯來日本台 週一至週五 每晚9點 |
| --------------------------------- | ---------------------------------- | ----------------------------- |
|                                   | 錢與罪 （2009.9.4 - 2009.9.16）    |                               |
| 童顏刑事 （2009.8.20 - 2009.9.3） | 美麗人生 （2009.9.17 – 2009.10.1） |                               |

| 香港無綫電視J2 J2族時段週五 22:30至23:30 2010年6月11日、6月25日停播 2010年6月18日、7月2日23:00-24:00 | 香港無綫電視J2 J2族時段週五 22:30至23:30 2010年6月11日、6月25日停播 2010年6月18日、7月2日23:00-24:00 | 香港無綫電視J2 J2族時段週五 22:30至23:30 2010年6月11日、6月25日停播 2010年6月18日、7月2日23:00-24:00 |
| --- | --- | --- |
| | 守財奴 （2010.4.23 - 2010.7.2）                                                                      | |
| 探偵學園Q （2010.2.5 - 2010.4.16）                                                                   | 血色星期一II （2010.7.16 - 2010.9.10）                                                               | |
| 香港 無綫電視翡翠台 星期一 凌晨劇集時段（每次播映兩集）                                              | | |
| （2011.08.15－2011.09.19）                                                                           | 守財奴 （2011.09.26－2011.10.24）                                                                    | 魔王 （2011.10.31－2011.05.04）                                                                      |